# Pietyzm

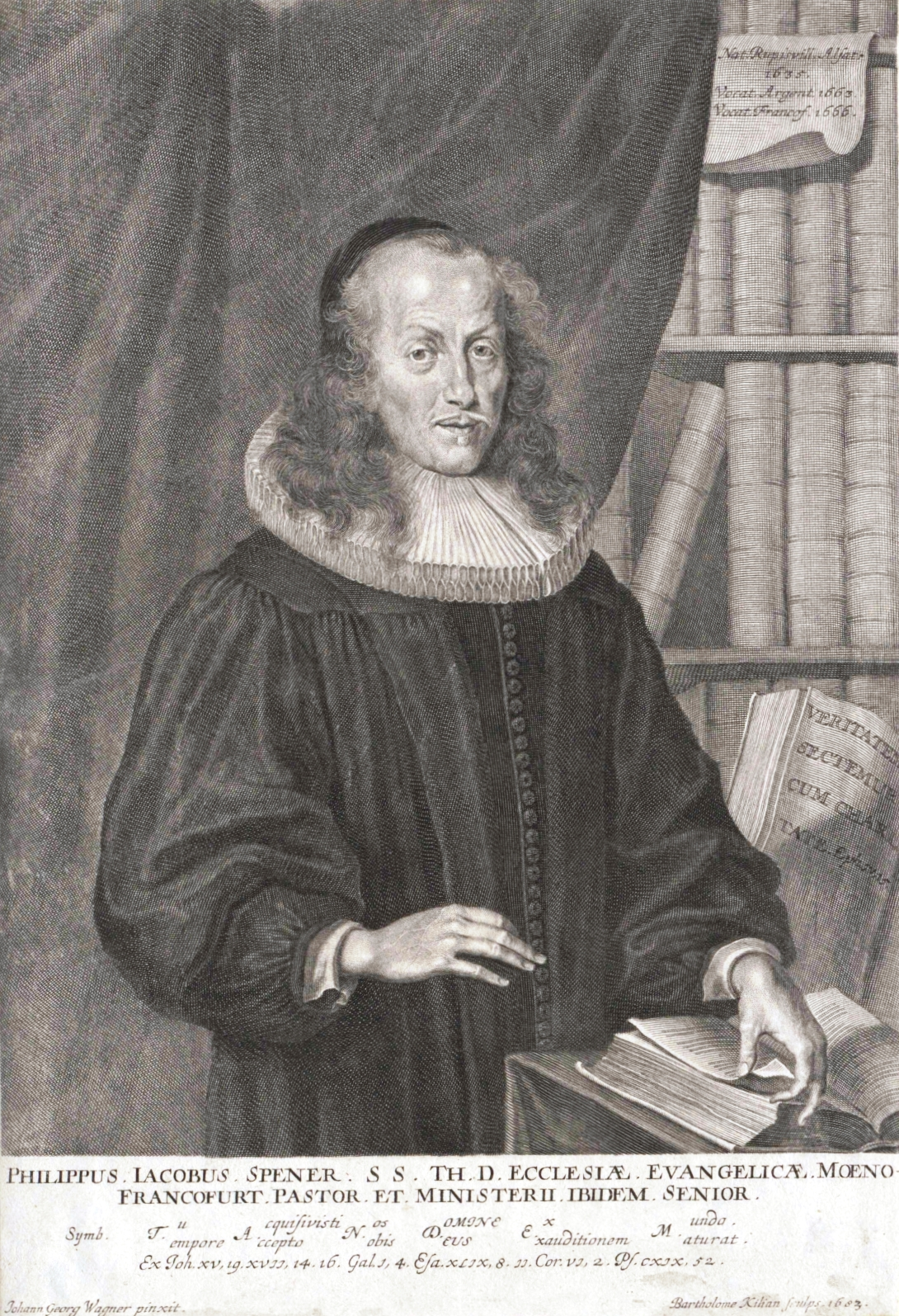
Philipp Jacob Spener – teolog, jeden z twórców pietyzmu

Pietyzm (niem. Pietismus) – nurt religijny w luteranizmie z XVII i XVIII wieku kładący nacisk na intensywną modlitwę, studiowanie Biblii, udział w pobożnych zgromadzeniach religijnych, rygorystyczną moralność oraz działalność charytatywną. Szczególnie rozwinął się w Wirtembergii i Prusach w XVII wieku.

## Ideologia
Pietyści kładli nacisk na rozbudzenie uczuć religijnych poprzez modlitwę, studiowanie Biblii oraz podkreślali konieczność nawrócenia skutkującego widoczną przemianą moralną. Ich zadaniem było krzewienie idei pierwotnego Kościoła, religii żywej, pobożności i edukacji warstw najuboższych. 
Do tych wartości odwołał się Philipp Jacob Spener w swojej pracy Pobożne życzenia z 1675. Praca ta ma związek z nauczaniem Marcina Lutra o powszechnym kapłaństwie wiernych. Spener założył nad Menem szkołę, w której modlitwę i czytanie Biblii odbywano wspólnie. Jego kontynuatorem był August Hermann Francke, który przygotował zespół szkół w Halle. Placówki te łączyły surową dyscyplinę i nowoczesny sposób nauczania. Oprócz nich powstały także bezpłatne szkoły dla ubogiej młodzieży i – po raz pierwszy – seminaria dla nauczycieli.

## Oddziaływanie
Pietyści znaleźli także swoich naśladowców w Szwecji, Danii, Norwegii, Szwajcarii i na obecnym terytorium Polski, a ich poglądy dotarły także za sprawą misjonarzy poza kontynent europejski. Pietyzm przyczynił się do rozkwitu misji protestanckich.
Pietyzm miał wpływ na powstanie ruchu metodystycznego oraz reaktywację kościoła czeskich braci pod nazwą bracia morawscy lub łac. Unitas fratrum. Miał istotny wpływ na powstanie ewangelikalizmu.

## Pietyzm a polityka
Na dworach wielu władców krajów protestanckich pietyści posiadali znaczne wpływy. Chrystian VI Oldenburg, król duński pytał ich o radę. Fryderyk Wilhelm II Hohenzollern również miał doradcę pietystę. Był nim Johann Christoph von Wöllner (1732–1800).

## Pietyzm śląski
Jeden z ważnych ośrodków pietyzmu powstał w 1709 w Cieszynie, gdzie do czołowych teologów należeli Jan Muthmann (autor pierwszej polskiej książki na Śląsku Cieszyńskim), Johann Adam Steinmetz, Jan Liberda i inni. 